# Bismarckturm (Darmstadt)
Der Bismarckturm in Darmstadt ist ein von 1904 bis 1908 erbauter Aussichtsturm auf dem im südöstlichen Stadtgebiet gelegenen 263,6 m ü. NHN hohen Dommerberg.

## Geschichte
Der 25 m hohe Bismarckturm und der östlich anschließende Festplatz auf dem Dommerberg wurden 1904–1908 im Auftrag der Studentenschaft der Technischen Hochschule Darmstadt zur Erinnerung an Otto von Bismarck nach den Plänen von Regierungsbauführer Gustav Schmoll genannt Eisenwerth unter der Leitung des Architekten Heinrich Stumpf errichtet.
Auf dem Dommerberg wurden jährlich am 21. Juni Sonnenwendfeiern abgehalten. Der als basaltverkleidete Betonkonstruktion errichtete Turm stand ursprünglich nach allen Seiten frei und gewährte so eine gute Fernsicht.
Aus zeitgenössischen Beschreibungen ergibt sich folgendes Bild:
Die Bismarck-Anlage wurde auf ummauertem Grund als erhöhte Terrasse angelegt, an deren Westseite sich der eigentliche Turm anschließt. Der große, ovale Festplatz, hat in seiner Mitte ein niedriges Fackelbecken von ca. 3 m Durchmesser und wird von gestuften Mauerbrüstungen umfasst. Auf der Zugangsseite enden die Brüstungen an zwei gemauerten Pfeilern, die von Flammenschalen bekrönt sind.
Durch einen breiten Treppenaufgang mit fünf Stufen erreicht man den Festplatz und gelangt in gerader Linie zum Fackelbecken. Über zwei Treppenaufgänge mit drei und vier Stufen, die wiederum von zwei Pfeilern mit Flammenschalen flankiert sind, erreicht man den Turmeingang.
Über dem 7,5 m hohen Sockel erhebt sich der 10,6 m hohe rechteckige Turmschaft. Darüber kragt ein 3,1 m hoher Aufbau aus. Das Bauwerk wird von einem 3,2 m hohen gewölbeartigen Turmkopf abgeschlossen, der aus zwei abgesetzten pyramidenförmigen Aufbauten besteht.
Die quadratische Aussichtsplattform mit dem mittig installierten Feuerbecken ist über eine Treppe zu erreichen. Das Becken hat einen Durchmesser von 3 m und weist an seinem Rand kreisrunde Belüftungslöcher auf. Verbrannt wurde damals Paraffin-Öl aus der Grube Messel, das durch ein Rohr vom Erdgeschoss zum Becken hinaufgepumpt wurde.
Durch eine eichene Eingangstür gelangt man in die hinter den beiden Fensterchen liegende Eingangshalle. Das Bauwerk wird von Betondecken in drei Etagen unterteilt. Die obere Etage erreicht man über Steintreppen. Von hier aus ist die Aussichtsplattform über eine Eisentreppe zu erreichen.
Links neben dem Treppenaufgang war auf einem Sockel eine Bismarck-Büste, gestiftet von Geh. Oberbaurat Prof. Hofmann, aufgestellt. Sie ist nicht mehr vorhanden.
Nach dem Zweiten Weltkrieg richtete der Deutsche Wetterdienst eine Wetterstation im Bismarckturm ein, die bis 1967 bestand. Von 1967 bis 1969 befand sich auf dem Turm eine Funkstelle der US-Army. Seit 1969 befindet sich auf dem Turm eine zivile Messfunkanlage.
In den 1970er Jahren zahlte die Bundespost der Nutzerin des Turmes, nämlich der Studentenschaft der Technischen Hochschule Darmstadt eine Abfindung in Höhe von 20.000 DM und erwarb von der Eigentümerin des Turmes, dem Land Hessen ein Erbbaurecht.
2001 bis 2005 führte die Bundesnetzagentur als Nachfolgerin der Bundespost mehrere Sanierungen durch (u. a. Neuverfugung, Abdichtung).
Noch im Jahr 2006 wurden Führungen zum und auf den Bismarckturm angeboten. 2012 wurde der Turm für Besucher gesperrt.
Heute weist die gesamte Anlage erkennbare Bauschäden auf (fehlende Feuerschalen, baufälliger Pfeiler). Im November 2014 ist die Anlage durch Bauzäune abgesperrt worden.

## Sonstiges
Der Bismarckturm wird umgangssprachlich auch „Dindefass“ (Tintenfass) genannt.